# Viet Tri
Việt Trì é a capital da província de Phu Thọ na região nordeste do Vietname.